# Hans Lackner (Schauspieler)
Hans Lackner (* 11. Mai 1876 in Pötzleinsdorf bei Wien; † 16. März 1930 in Wiener Neustadt) war ein österreichischer Theater- und Filmschauspieler.

## Leben und Wirken
Der Sohn eines Bürovorstandes der österreich-ungarischen Bank studierte nach seiner Matura von 1894 bis 1896 Philosophie an der Universität Wiens. Anschließend entschied er sich für die Schauspielerei und ließ sich von Konrad Loewe künstlerisch ausbilden. Seine erste Verpflichtung führte ihn nach Troppau, wo Lackner mit der männlichen Hauptrolle als Fritz Lobheimer in Arthur Schnitzlers kurz zuvor uraufgeführten Dramas Liebelei seinen Einstand gab. Nach einem kurzen Zwischenspiel am Sommertheater zu Gmunden (Salzkammergut) kehrte Lackner 1898 nach Wien zurück, um dort einer Verpflichtung an das Raimundtheater nachzukommen (Debütrolle: Thorolf in Nordische Heerfahrt). Erfolge feierte er dort im Fach des jugendlichen Charakterhelden und Naturburschen. Zur Jahrhundertwende sah man ihn unter anderem als Martin in Ludwig Anzengrubers Das vierte Gebot, als Carl in Maria Magdalena, als Mittelbach in Der Herr Senator, als Valentin in Goethes Faust oder auch als Jakob in Anzengrubers Der Meineidbauer. 
1904 wechselte Lackner nach München, wo er an den Vereinigten Theatern an der Seite von bekannten Künstlern wie Gustav Waldau, Hans Steinhoff, Lina Woiwode, Leo Peukert und Rolf Randolf auftrat, um schließlich nach Wien zurückzukehren. Dort setzte er seine Karriere am Burgtheater fort. Zuletzt (Ende der 1920er Jahre), wirkte Hans Lackner erneut am Deutschen Volkstheater, an dem er bereits kurz vor dem Ersten Weltkrieg aufgetreten war.
Schon frühzeitig trat Hans Lackner vor die Kamera: 1912 gab ihm Luise Kolm die Titelrolle in dem Drama Der Unbekannte. 1920 spielte er eine weitere Hauptrolle in der Schauergeschichte Narr und Tod. Im selben Jahr kam Lackner für die zentrale Rolle des Kardinal Richelieu in dem Historiendrama „Ninon de l'Enclos“ nach Berlin. 1923 konnte man ihn mit der Titelrolle des Komponisten Carl Michael Ziehrer in der Musikergeschichte „Carl Michael Ziehrers Märchen aus Alt-Wien“, einem Frühwerk Wilhelm Thieles, sehen. Gleich darauf erhielt Lackner eine weitere Hauptrolle in „Namenlos“, einer Inszenierung des späteren Hollywood-Auswanderers Mihály Kertész. Seit Mitte der 1920er Jahre wurde er kaum mehr beschäftigt. Wenige Minuten vor seinem Auftritt am Wiener Neustädter Stadttheater in Paul Abrahams Operette Der Gatte des Fräuleins am 10. März 1930 erlitt er einen Schlaganfall und wurde ins Spital gebracht. Weniger Tage danach starb er.  
Der Hans Lackner, der während des Zweiten Weltkriegs in Leni Riefenstahls Tiefland-Verfilmung mitgewirkt hat, ist nicht mit ihm identisch.

## Filmografie
- 1912: Der Unbekannte (Titelrolle)
- 1916: Bogdan Stimoff
- 1916: Das zweite Leben
- 1917: Wenn die Frau nicht kochen kann
- 1920: Narr und Tod
- 1920: Zwischen 12 und 1
- 1920: Ninon de l'Enclos
- 1921: Absinth
- 1922: Schach dem Leben (Der Dämon des Grand Hotel Majestic)
- 1922: Der Man, der das Lachen verlernte
- 1922: Die Frauen des Harry Bricourt
- 1923: Carl Michael Ziehrers Märchen aus Alt-Wien
- 1923: Die kleine Sünde
- 1923: Namenlos
- 1924: Das verbotene Land
- 1927: Das Mädchen ohne Heimat
- 1929: Die Dame auf der Banknote